# Малая Долина
Малая Долина (укр. Мала Долина), до 2024 года — Малая Косторомка (укр. Мала Костромка) — село Криворожского района Днепропетровской области Украины. Входит в Зеленодольскую городскую общину. До реформы 2020 года входил в Зеленодольский городской совет Апостоловского района.
Код КОАТУУ — 1220310301. Население по переписи 2001 года составляло 454 человека. Рядом проходит железная дорога, станция Дубки в нескольких метрах.

## Название
19 сентября 2024 года Верховная Рада поддержала переименование села Малая Костромка в Малую Долину. 26 сентября 2024 года переименование вступило в силу.

## Географическое положение
Село Малая Костромка примыкает к городу Зеленодольск.
Рядом проходят автомобильная дорога Т-0419.